# Бегемотик (мультфильм)
«Бегемотик» — короткометражный мультфильм, снятый режиссёром Эдуардом Назаровым на студии «Союзмультфильм» в 1975 году по собственному сценарию на основе одноимённой сказки Эммы Мошковской. Второй из двух сюжетов детского мультжурнала «Весёлая карусель» № 7.

## Сюжет
Одинокий бегемотик скучает от того что он совсем один, и, пытаясь найти друга, встречает муравьёв, пчёл, кроликов, цыплят, но у него не получается подружиться с ними. В конечном итоге он находит ещё одного одинокого бегемотика, и они вместе начинают бегать и играть.

## Съёмочная группа
| оператор                  | Михаил Друян |
| звукооператор             | Владимир Кутузов |
| монтажёр                  | Любовь Георгиева |
| ассистент режиссёра       | О. Апанасова |
| ассистент художника       | Нина Николаева |
| ассистент оператора       | И. Петерсон |
| художники-мультипликаторы | - Эльвира Авакян - Ольга Новоселова - Александр Мазаев - Наталия Богомолова - Юрий Батанин - Владимир Пальчиков - Инна Заруба |
| редактор                  | Аркадий Снесарев |
| директор картины          | Любовь Бутырина |

| автор сценария, режиссёр и художник | Эдуард Назаров     |
| художник-постановщик                | Владимир Пальчиков |
| композитор                          | Олег Янченко       |
| от автора                           | Лев Любецкий       |

## Цензура
По словам Эдуарда Назарова, мультфильм «Бегемотик» сначала попал «на полку» за то, что якобы был направлен против коллективизма (одинокий бегемотик, по сюжету, завидовал многочисленности встреченных им кроликов, пчёл и муравьёв и утешился только тогда, когда нашёл второго бегемотика). Потом представительницам Госкино показалось слишком эротичным прочтение (с придыханиями) закадрового текста, которое осуществил Игорь Кваша, следствием чего стала замена актёра озвучивания, а также замена выражения «семь раз в неделю» на «семь дней в неделю». Также в словосочетании «бам-тарарам» слово «бам», сломав рифму, заменили на «бум», чтобы не поминать Байкало-Амурскую магистраль. Хитрук, будучи художественным руководителем постановки, из-за постоянных переделок, не смог выехать в ГДР, и про него говорили: «он бегемота кастрирует».
На студии «Союзмультфильм» бегемотика прозвали «бешеной картошкой».